# Franz Holper
Franz Holper (* 17. Dezember 1862 in Meiningen; † 11. Februar 1935 in Großkarolinenfeld) war ein deutscher Maler und Architekt.

Franz Holper, um 1910

## Leben

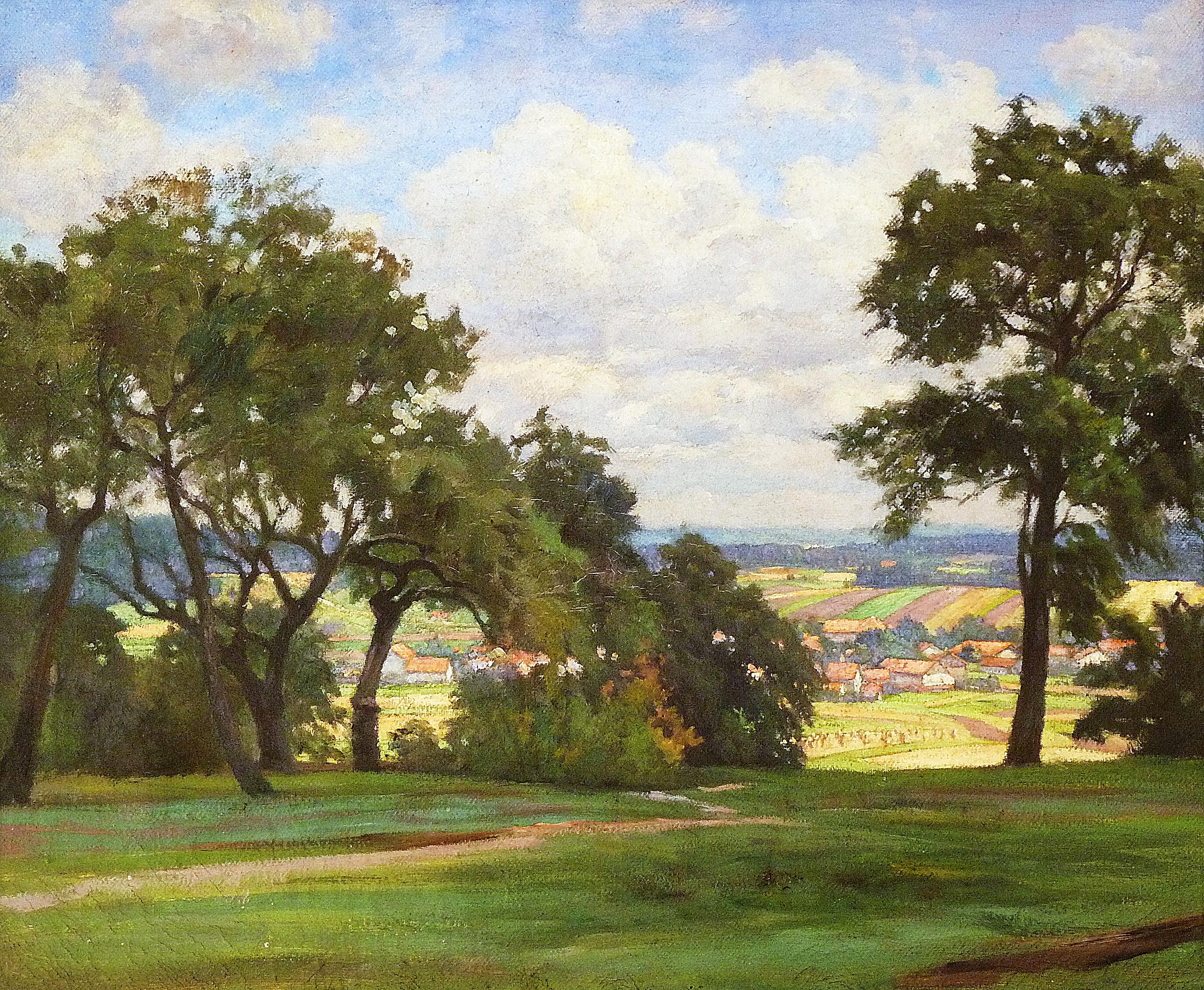
Blick auf Aßling, um 1920

Franz Holper wurde als Sohn eines bayrischen Beamten in Meiningen geboren. Früh zeigte sich sein zeichnerisches und malerisches Talent. An der Technischen Hochschule München studierte er Architektur und nahm zusätzlich Unterricht in Aquarell- und Ölmalerei. Während des Studiums wurde er 1882 Mitglied des Corps Ratisbonia. Wesentliche künstlerische Impulse erhielt er von Paul Crodel, dem Mitbegründer der Münchner Sezession, mit dem er befreundet war. Holper war Mitglied der Münchner Künstlergenossenschaft.

Eine Tuberkuloseerkrankung zwang ihn, seine Stellung als Baurat der Stadt München aufzugeben. 1901 übersiedelte er mit seiner Familie nach Davos. Hier fand er im alten Pfründhaus, dem heutigen Heimatmuseum, eine seinen künstlerischen Neigungen entsprechende Atmosphäre. Seine naturalistischen Landschaftsbilder, bevorzugt Motive der Davoser Umgebung, des Prättigaus und Engadins, stellte er in Davos, Chur, Zürich und anderen Städten der Schweiz aus. Er war aber auch in Ausstellungen der Kunstvereine München und Augsburg vertreten. Nach dem Ersten Weltkrieg übersiedelte er zunächst nach Aßling in Oberbayern und später nach Großkarolinenfeld bei Rosenheim, wo er 1935 starb.

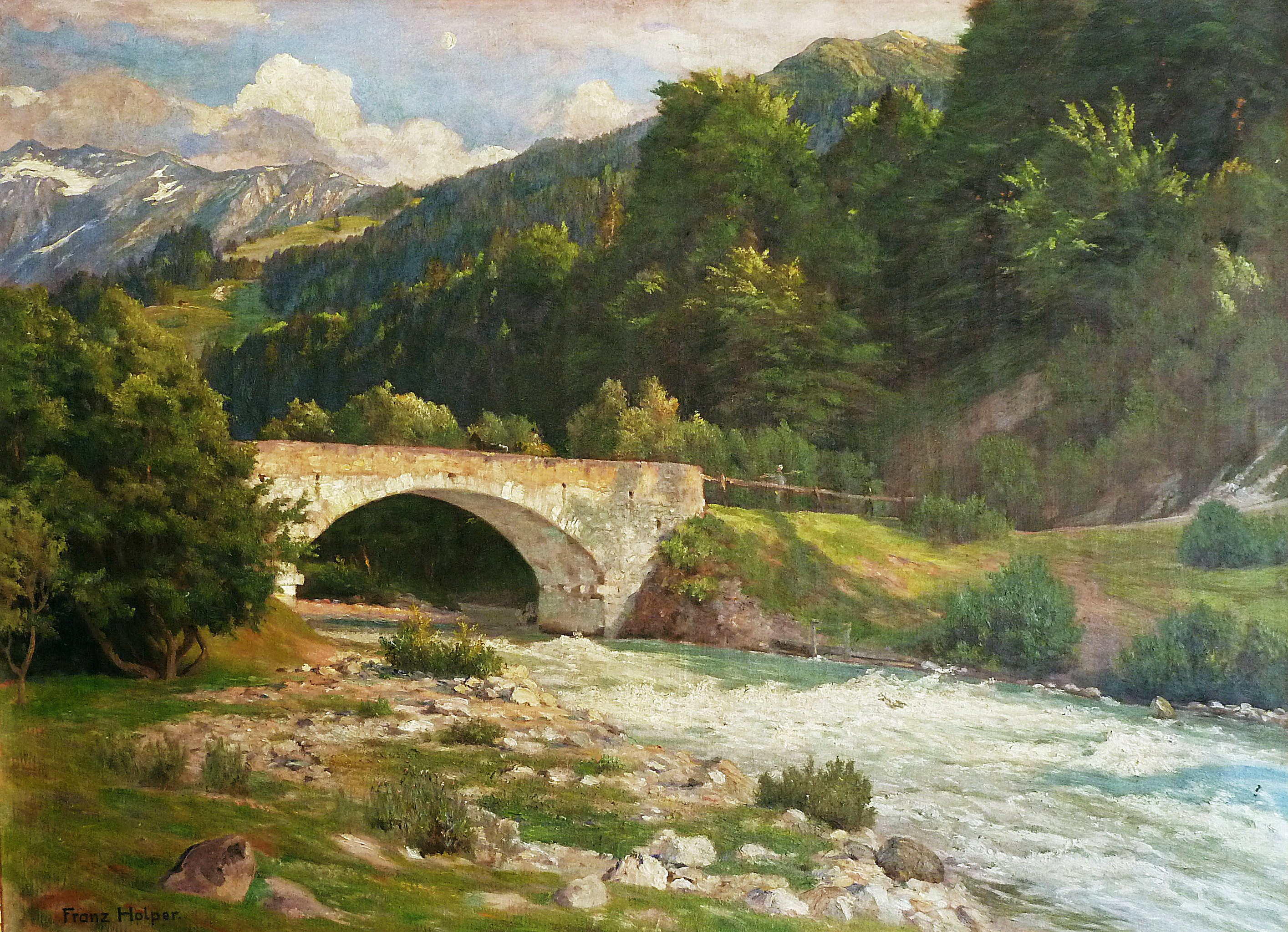
Brücke von Klosters-Serneus, um 1910

## Werk
Seine Bilder sind kunsthandwerklich solide komponiert und ausgearbeitet. Er malte vornehmlich Landschaften, wirklichkeitsnah und unproblematisch, aber nie verklärend. Jahreszeitliche Stimmungen, klare Konturen, lebendige Farben, vor allem aber der meisterliche Umgang mit dem Licht charakterisieren seine Bilder. Durch die erfolgreiche Vermarktung seiner Gemälde trug er auch dazu bei, Davos bekannt zu machen. 

## Ausstellung
Das Heimatmuseum Davos wird ab Juni 2019 in der Jahresausstellung „Franz Holper in Davos 1901–1919“ Gemälde und Fotografien Holpers zeigen.